# Менахемия
Менахемия (ивр. מְנַחֶמְיָה‎) — поселение в Иорданской долине, расположенное рядом с шоссе 90 около в 5 км к югу от перекрёстка Цемах. Между 1951 и 2005 годами в поселении находился местный совет.

## История
Создание поселения проводилось в три этапа:
- 23 — 26 декабря 1901 года на земле, приобретённой на юге Иорданской долины, неподалёку от деревни Абудия поселились первые пять семей [1].
- 25 декабря 1902 года на землях Абудия было создано объединение поселенцев, которое получило имя Милхамия по арабскому названию этого места.
- В январе 1903 года в поселении уже было 12 семей, к которым присоединились ещё восемь семей из Зихрон-Яакова [2][3].

Милхамия была первым еврейским поселением в этом районе в новое время.
В первые годы своего существования Милхамия привлекала новых иммигрантов из Йемена, но из-за культурных различий с уже обосновавшимися здесь жителями, йеменские евреи уехали отсюда и поселились в районе Реховота.
24 апреля 1920 года на Милхамию напали арабские погромщики, и жителей поселения пришлось ненадолго эвакуировать.
В 1921 году название поселения было изменено на Менахемия по имени отца тогдашнего Верховного комиссара Палестины Герберта Сэмюэля, Эдвина Луи (Менахема) Сэмюэля (1825–77).
С 1951 по 2005 год в Менахемии находился местный совет, юрисдикция которого распространялаяь на площадь в 6000 дунамов. 1 января 2006 года местный совет был упразднен и поселение было передано под управление местного совета Эмек-ха-Мааянот. 
Дети посещают школу, которая находится в соседнем кибуце Ашдот-Яаков-Ихуд. В поселении есть дошкольные учреждения, синагога, миква, стоматологическая клиника, социальный центр, два магазина, бассейн и спортивные сооружения.

## Экономика
Перед Первой мировой войной в Милхамии была организована районная аптека, открыт карьер, в котором добывалось сырье для цементного завода «Нешер» неподалеку от Хайфы. Карьер также обеспечивал работу для жителей кибуцев в Иорданской долине . Также была открыта гипсовая фабрика, на которой работали жители Менахемии. В поселении был открыт музей истории медицины, а также музей истории Менахемии и Нахараим.
Поселение находится в зоне интенсивного земледелия. В Менахемии выращивают различные фрукты, включая красный грейпфрут, клементины, апельсины, бананы, оливки, финики и виноград. Развито овцеводство.

## Население
По данным Центрального статистического бюро Израиля, население на начало 2020 года составляло 1 033 человека.